# Enzo Barile
Enzo Barile (Taranto, 26 maggio 1907 – Napoli, 8 gennaio 1975) è stato un compositore italiano.
Direttore di orchestra delle compagnie operettistiche: Italo Bertini, Ines Lidelba, Enrico Dezan.
Autore di tredici operette, fra cui: Scuola di baci, in collaborazione con il fratello Franco, Farfalla dei tropici, Io con te, Una notte a Venezia.
Autore di tantissime famose canzoni napoletane come: Purtatele sti rrose, Dimme addò staie, Ammore busciardo, Madunnella, Cafuncella sfurtunata, dalle quali furono tratte sceneggiate e anche film (Madunnella, Monaca santa). Compose anche famose macchiette interpretate da Nino Taranto, Beniamino Maggio e tanti altri.
Collaborarono con Enzo Barile famosi parolieri come: Beniamino Canetti, Arturo Gigliati, Gigi Pisano, Enzo Di Gianni, Tito Manlio, Vincenzo De Crescenzo, Aldo Bovio, Marcello Zanfagna, Renato Fiore.
Molte delle canzoni sono state incise da Sergio Bruni, Claudio Villa, Vittorio De Sica, Roberto Murolo, Eva Nova, Carlo Buti, Angela Luce, Bruno Venturini, Mario Abbate, Giacomo Rondinella, Mario Trevi.
Nel 1948, all'improvviso, lasciò la famiglia a Napoli e si trasferì in Sud America. Fu ingaggiato dalla Radio Belgrano in Buenos Aires. Rimase fino al 1959 dirigendo orchestre e, per cinque anni, Radio America di San Paolo del Brasile.
Tornato in Italia, fino all'ultimo fu attivo come autore e compositore partecipando anche a numerosi Festival della Canzone Napoletana.